# Église des Visitandines de Varsovie
L'église des Visitandines (en polonais Kościół Wizytek) est une église de l'Ordre de la Visitation située Ulica Krakowskie Przedmieście, arrondissement de Śródmieście, à Varsovie.

## Sources
- (pl) Cet article est partiellement ou en totalité issu de l’article de Wikipédia en polonais intitulé « Kościół Wizytek w Warszawie » (voir la liste des auteurs).

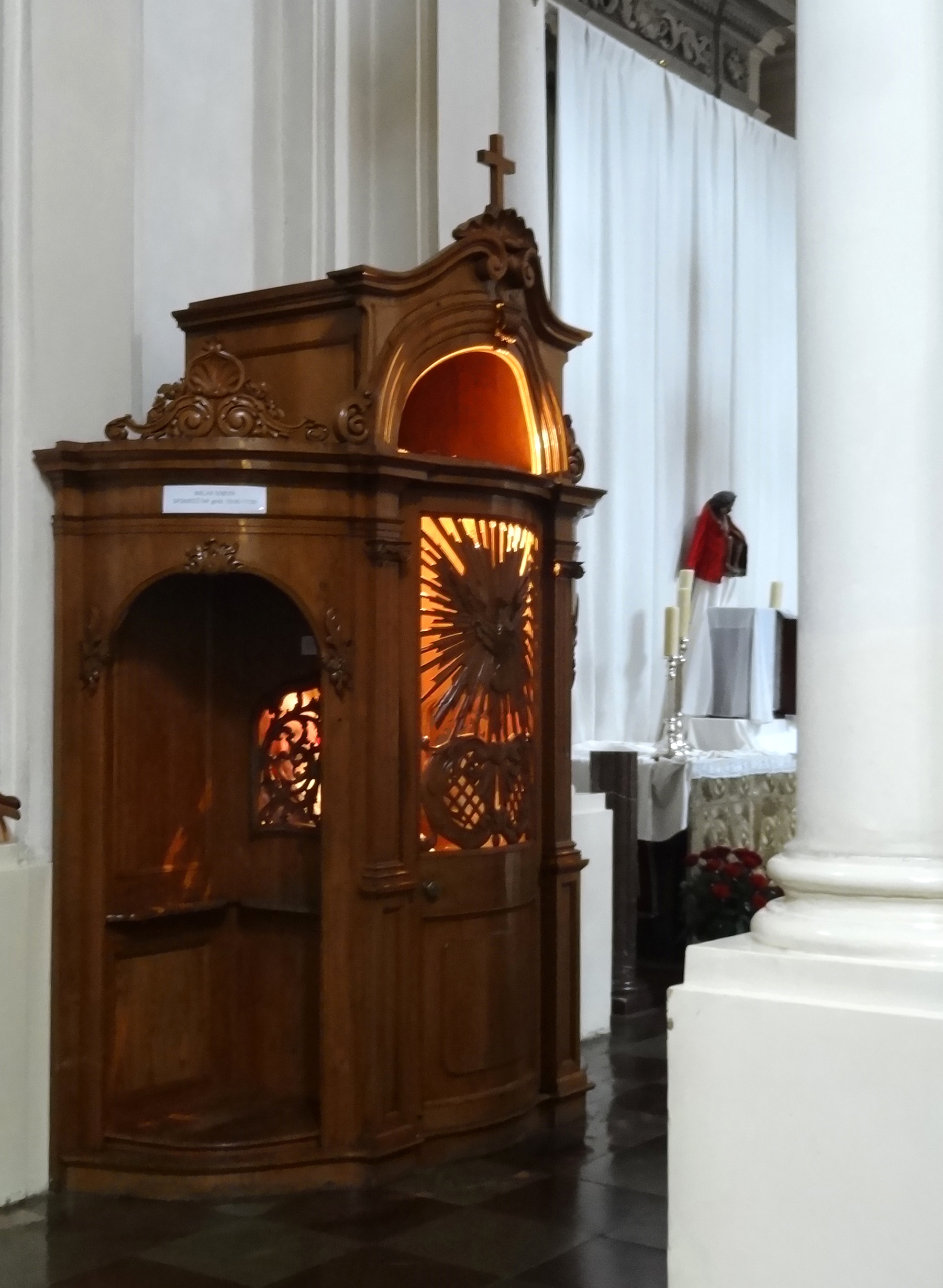
Un confessionnel en bois le samedi saint avec la lumière allumée, indiquant que le prêtre est à l'intérieur prêt à entendre des confessions

- (en) Cet article est partiellement ou en totalité issu de l’article de Wikipédia en anglais intitulé « Visitationist Church » (voir la liste des auteurs).